# Wolfchild
 (juin 2015).
Si vous disposez d'ouvrages ou d'articles de référence ou si vous connaissez des sites web de qualité traitant du thème abordé ici, merci de compléter l'article en donnant les références utiles à sa vérifiabilité et en les liant à la section « Notes et références ».
Wolfchild est un jeu vidéo d'action en 2D à thème de science-fiction développé et édité par Core Design en 1992 sur Amiga et Atari ST. Le jeu a été adapté sur GameGear, Master System, Mega-CD, Mega Drive et Super Nintendo. 

## Synopsis
Alors que le Dr. Kal Morrow fait des expérimentations sur la mutagénèse animale sur une île isolée, il est enlevé par l'organisation terroriste Chimera qui a pris le contrôle de l'île. Celle-ci, dirigée par le malfaisant Karl Draxxx, veut utiliser les découvertes du Dr. Morrow pour conquérir le monde. C'est à Saul Morrow qu'il revient de sauver son père et de vaincre Chimera. Pour cela, il utilise un produit inventé par son père, qui lui permet de se transformer en loup-garou. L'univers du jeu est en partie inspiré du roman L’Île du docteur Moreau.

## Système de jeu
Le jeu est composé de cinq niveaux : un vaisseau volant, une jungle épaisse, un ancien temple, la Base de Chimera et le Noyau interne ou est retenu prisonnier le Dr. Morrow.
Saul peut attaquer les ennemis seulement à l'aide de coups de poing et, lorsqu'il est transformé en loup-garou, de divers projectiles.

## Équipe de développement
- Conception et graphisme : Simon Phipps
- Programmation : John Kirkland
- Musique : Martin Iveson
- Level design additionnel : Bob Churchill

## Versions
- 1992 - Amiga, Atari ST
- 1993 - Game Gear, Master System, Super Nintendo (édité par Virgin Games)
- 1993 - Mega Drive, Mega-CD (Virgin Games en Europe, Victor Interactive au Japon, JVC aux États-Unis) - sorti sur support cartouche aux États-Unis seulement